# Leaena minima
Leaena minima är en ringmaskart som beskrevs av Hartman 1965. Leaena minima ingår i släktet Leaena och familjen Terebellidae. Inga underarter finns listade i Catalogue of Life.